# Gracie Lindsay
Gracie Lindsay est un roman britannique de A. J. Cronin publié en 1973 en France. La publication originale en anglais, Gracie Lindsay, est parue en feuilleton dans le magazine Good Housekeeping en 1949.

## Résumé
Le roman évoque le retour d'une femme dans son village d'enfance.